# كيلي جونز (فنان قصص مصورة)
كيلي جونز (بالإنجليزية: Kelley Jones)‏ هو فنان قصص مصورة أمريكي، ولد في 23 يوليو 1962 في ساكرامنتو في الولايات المتحدة.